# De zwijgende Zwollem
De zwijgende Zwollem is een stripverhaal uit de reeks van Suske en Wiske. Het is geschreven door Peter Van Gucht en getekend door Luc Morjaeu. Het kwam uit als 354ste album in de Vierkleurenreeks op 4 oktober 2020.

## Personages
- Suske, Wiske, Schanulleke, tante Sidonia, Lambik, Jerom, Anne-Marie van Zwollem, Van Zwollem, Kenny, Kevin

## Locaties
- Huis van Sidonia, huis van Jerom en Lambik, Zwollemhof (kasteel van Van Zwollem, centrum voor psychotherapie), paviljoen

## Verhaal
Er is een overstroming en hierdoor raken zowel Jerom en Lambik als tante Sidonia en de twee kinderen hun huis kwijt. Ze gaan logeren bij Zwollemhof. Het blijkt dat de patiënten ergens anders verblijven, want het kasteel moet gerenoveerd worden. Wiske vertrouwt het verhaal van Anne-Marie niet en Jerom betrapt twee inbrekers. Zij zijn uit op het fortuin van de Van Zwollem's. Anne-Marie biecht dan op dat haar vader, die al jaren aan het speelgoedcomplex leidt, door hypnose zijn verbeeldingskracht heeft uitgedreven om haar een plezier te doen. 
Ze worden nu geteisterd door de verbeeldingskracht van Van Zwollem en de vader van Anne-Marie zit lusteloos in een stoel voor zich uit te staren. Wiske probeert met Schanulleke wat speelsheid in Van Zwollem terug te brengen, maar dit lukt niet. De uitgedreven verbeeldingskracht ziet Schanulleke dan. Hij wil het poppetje voor zichzelf en steelt Schanulleke. Inmiddels is Van Zwollem ontvoerd en alleen voor losgeld zal hij weer vrijgelaten worden. Lambik vindt Van Zwollem, maar wordt zelf ook vastgehouden. 
Suske en Wiske gaan ook onder hypnose en willen zich als poppetjes laten ontvoeren door de verbeeldingskracht van Van Zwollem om Schanulleke terug te krijgen en Van Zwollem weer normaal te laten zijn. 
Een gevecht met de verbeeldingskracht van Van Zwollem begint in de toren van het kasteel. Lambik en Jerom kunnen Van Zwollem bevrijden uit een paviljoen. De verbeeldingskracht wil echter niet meer versmolten worden, want hij is boos dat Van Zwollem hem heeft afgesplitst. Doordat Anne-Marie ook wat verbeeldingskracht blijkt te bezitten, lukt het toch. Van Zwollem belooft om maar enkele uren per dag te spelen, zodat zijn dochter niet weer gek van hem wordt. Er is één voorwaarde: Anne-Marie moet meespelen.